# Keipen
Der Keipen (norwegisch für Rudergabel) ist ein 2656 m hoher Berg im ostantarktischen Königin-Maud-Land. Im südöstlichen Teil des Gebirges Sør Rondane ragt er westlich des oberen Abschnitts des Mjellbreen auf
Wissenschaftler des Norwegischen Polarinstituts benannten ihn 1988 deskriptiv.